# Ücz-Korgon (obwód tałaski)
Ücz-Korgon (kirg. Үч-Коргон, Уч-Коргон, Ucz-Korgon) – wieś w Kirgistanie, w obwodzie tałaskim, w rejonie Manas. W 2022 liczyła 1609 mieszkańców.